# Земцов, Николай Фёдорович
Николай Фёдорович Земцов (2 [15] января 1916, Царицын, Саратовская губерния — 14 марта 1999, Тула) — советский и российский актёр, заслуженный артист УССР (1974).

## Биография
В 1933 году окончил театральную студию при Сталинградском театре юного зрителя. Работал в Сталинградском драмтеатре, Кузнецком театре Пензенской области, Уральском театре им. Островского, Томском драматическом театре, а также в театрах Куйбышева, Томска, Новосибирска, Ставрополя, Таллинна, Орла, Липецка и Жданова. В Тульском академическом театре драмы с 1968 по 1971 и с 1983 по 1999 год. Наиболее яркие роли на тульской сцене — Яков Бардин («Враги», 1970), Старшина Кузовков («Соловьиная ночь», 1984), Доктор Гаррисон («Свидетель обвинения», 1993), Барклей Купер («Уступи место завтрашнему дню», 1994) и Томас Болейн («Королевские игры», 1996).

## Роли в театре

#### Тульский академический театр драмы
- 1968 — «Бал воров» (Жан Ануй) — Дюпон-Дюфор — отец
- 1970 — «Враги» (Максим Горький) — Яков Бардин
- 1970 — «В. И. Ленин» (композиция Виссариона Шебалина) — Владимир Ленин
- 1983 — Литературный театр «Ясная Поляна» — Лев Толстой
- 1983 — «Родненькие мои…» (Андрей Смирнов) — тесть
- 1984 — «Соловьиная ночь» (Валентин Ежов) — Старшина Кузовков
- 1984 — «Да здравствует королева!» (Роберт Болт) — Сесил
- 1986 — «Совесть» (Владимир Токарев, Дора Павлова) — Якимов
- 1986 — «Жизнь холостяка» (Оноре де Бальзак) — Жан-Жак Руже
- 1986 — «Игра» (Юрий Бондарев) — Гричмар
- 1987 — «У моря (Кабанчик)» (Виктор Розов) — Богоявленский
- 1987 — «Дядя Ваня» (Антон Чехов) — профессор Серебряков
- 1989 — «Кабала святош» (Михаил Булгаков) — Маркиз де Шарро
- 1990 — «Счастливый день» (Александр Островский, Николай Соловьев) — Сандырев
- 1990 — «Ромео и Джульетта» (Уильям Шекспир) — Монтекки
- 1991 — «Гарольд и Мод» (Колин Хиггинс, Жан-Клод Каррьер) — главный садовник
- 1991 — «Дикарь» (Алехандро Касона) — профессор
- 1991 — «Анна Каренина» (Лев Толстой) — Капитоныч
- 1992 — «Мышьяк… и кровавые кружева» (Джозеф Кессельринг) — доктор Харпер
- 1992 — «Лес» (Александр Островский) — Карп
- 1993 — «Свидетель обвинения» (Агата Кристи) — доктор Гаррисон
- 1994 — «Тульский секрет — 2» (Владимир Константинов, Борис Рацер) — камергерный генерал
- 1994 — «А дождь себе льет да льет…» (Елена Поддубная) — Кондоса
- 1994 — «Уступи место завтрашнему дню» (Вина Дельмар) — Барклей Купер
- 1995 — «Море любви» (Владимир Константинов, Борис Рацер) — Вадим Петрович
- 1995 — «Волки и овцы» (Александр Островский) — Павлин Савельич
- 1996 — «Королевские игры» (Григорий Горин) — Томас Болейн
- 1997 — «Два гусара» (Лев Толстой) — генерал-губернатор